# 妈妈好
《妈妈好》，又称《世上只有妈妈好》，是一首广为流传的中文歌曲。该曲是1958年香港电影《苦儿流浪记》的主题旋律，由李隽青撰词，左宏元（署名刘宏远）谱曲， 剧中主演萧芳芳主唱。1960-70年代，该曲亦被凤飞飞、邓丽君等当红歌手翻唱。1980年代台湾电影《妈妈再爱我一次》再次使用这首歌作为插曲，电影在中国大陆广受欢迎，由此该歌曲红遍两岸三地，至今已成为中文经典儿歌之一。

## 歌曲版本
以下为部分歌曲录制版本，仅供参考。
- 萧芳芳，1958年首唱[4]
- 邓丽君，1968年10月宇宙唱片《邓丽君之歌第九集 世界多美丽》中收录[5]
- 凤飞飞，1981年9月东尼机构《姑娘十八一朵花》中收录[6]

此外，该曲在中国大陆流行之后，中国大陆唱片公司中国唱片曾录制了一版由赵芃演唱的童声独唱，后收录于多张儿歌合辑中。该曲也曾被金铭、徐唱、朱桦、李玲玉等大陆歌手翻唱发行。

## 相关电影电视作品
- 《苦儿流浪记》，1958年香港电影，主题曲。
- 《妈妈再爱我一次》，1988年台湾电影，插曲。
- 《豆花女》，1992年中国大陆电影，插曲。
- 《方世玉续集》，1993年香港电影，插曲。
- 《母亲快乐》，2002年中国大陆电影，插曲。
- 《妈妈再爱我一次》，2006年中国大陆32集电视剧，插曲。